# Gaja-la-Selve
Gaja-la-Selve è un comune francese di 161 abitanti situato nel dipartimento dell'Aude nella regione dell'Occitania.

## Società

### Evoluzione demografica
Abitanti censiti